# Cornish Pasty

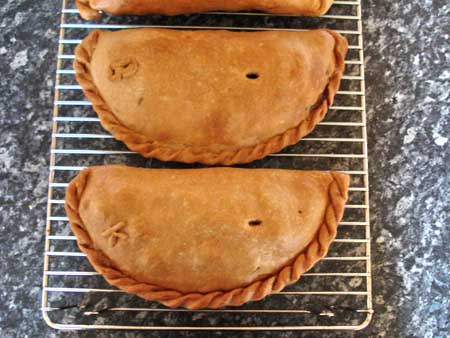
Zwei Cornish Pasties

Cornish Pasty [kɔːnɪʃ pæstɪ] (Wortursprung Französisch: Paste/Pasta – eine Pastete mit beliebigem Inhalt, die ohne Geschirr und Besteck gegessen werden kann) ist die Bezeichnung für eine englische Version der Fleischpastete, die mit der Region um Cornwall assoziiert wird. Es handelt sich dabei um eine gefüllte Teigware, deren Füllung typischerweise aus Rindfleisch, Kartoffeln, Steckrüben, Zwiebeln, Salz und Pfeffer besteht. Die Teigtasche ist geformt wie ein „D“, wobei die Kruste, an welcher die Tasche nach dem Befüllen geschlossen wird, an der runden Außenseite verläuft.

## Geschichte
Die Ursprünge der Cornish Pasty gehen bis in das 13. Jahrhundert zurück. Damals war sie den höheren Klassen vorbehalten und mit unterschiedlichen Inhalten gefüllt. Neben Rindfleisch enthielten sie auch Lamm oder Meeresfrüchte, Obst und passende Saucen. Erst über die Jahrhunderte entwickelte das Gebäck sich zu einer Speise, die vor allem von Farmern und Bergleuten während der Arbeit gegessen wurde. Dies hatte praktikable Gründe. Die Teigtaschen waren wie ein Eintopf, für den es keinen Teller brauchte. Die komplette Mahlzeit war an einem Stück und dazu noch leicht zu erwärmen. Eine offene Flamme und eine Schaufel oder etwas ähnliches genügten bereits. Da die Mahlzeit aber auch kalt gegessen werden konnte, war dieses Werkzeug nicht einmal nötig.
Aufgrund der festen Rollenverteilung war es nicht unüblich, dass die Ehefrauen der Bergleute die Mahlzeiten für ihre Männer vorbereiteten. Damit es beim Essen zu keinen Verwechslungen kommen konnte und jeder Bergmann seine eigene, mit seiner Lieblingsfüllung versehene Pasty bekam, wurden die Initialen des Besitzers auf den Rand der Pasty gedrückt. Dieses Stück wurde beim Essen in der Hand gehalten und zuletzt gegessen oder weggeworfen, sodass auch bei einer halb gegessenen Pasty noch der Besitzer erkannt werden konnte.
Im 18. und 19. Jahrhundert blühte der Bergbau in der Region um Cornwall auf und es wurde viel Kupfer und Zinn abgebaut. Besonders in den Zinn-Minen war Pasty nicht nur wegen ihres Geschmacks und ihres hohen Sättigungsfaktors eine beliebte Mahlzeit. Sie diente auch als präventive Maßnahme gegen Arsenvergiftung. Während des Arbeitstages kamen viele Bergleute zum Essen nicht an die Oberfläche, so dass sie sich auch nicht waschen konnten. Um das giftige Arsen, das beim Abbau von Zinn freigesetzt wird, nicht mit der Nahrung zu sich zu nehmen, hielten sie die Teigtaschen an der dicken Kruste, während sie den Inhalt der Tasche aßen. Die kontaminierte Kruste warfen sie anschließend weg. Dabei handelte es sich meist um die Ecke mit den Initialen.
Unter den abergläubischen Minenarbeitern erzählte man sich, die Minenkobolde seien für Unglücke und Katastrophen in den Bergwerken verantwortlich. Um diese zu verhindern, warf man die arsenvergiftete Pasty-Kruste auf den Boden, in der Hoffnung, die Kobolde mögen sie essen und daran sterben.
Nachdem der Bergbau in der Region an Bedeutung verloren hatte, blieb die Pasty weiterhin eine beliebte Speise. Die Finnen, die Ende des 19. Jahrhunderts einwanderten, hatten Gefallen an den Teigtaschen gefunden. Sie brachten das Gericht mit in ihre Heimat, wo sie sehr populär wurde. Mit den in England bleibenden Finnen blieb die Pasty auch in England populär. Die Zutaten und die Machart der Speise haben sich seither kaum verändert.
Seit 2007 ist die Bezeichnung ‚Cornish Pasty‘ eine geschützte geografische Angabe (g.g.A.; engl.: PGI) und darf daher nur für Pasty verwendet werden, welche die dafür festgelegten Bestimmungen erfüllt.
Im Jahr 2016 wurde eine Fleischpastete im Vorfeld eines internationalen Esswettbewerbs mit einem Wetterballon in Richtung Stratosphäre geschickt.

## Herstellung

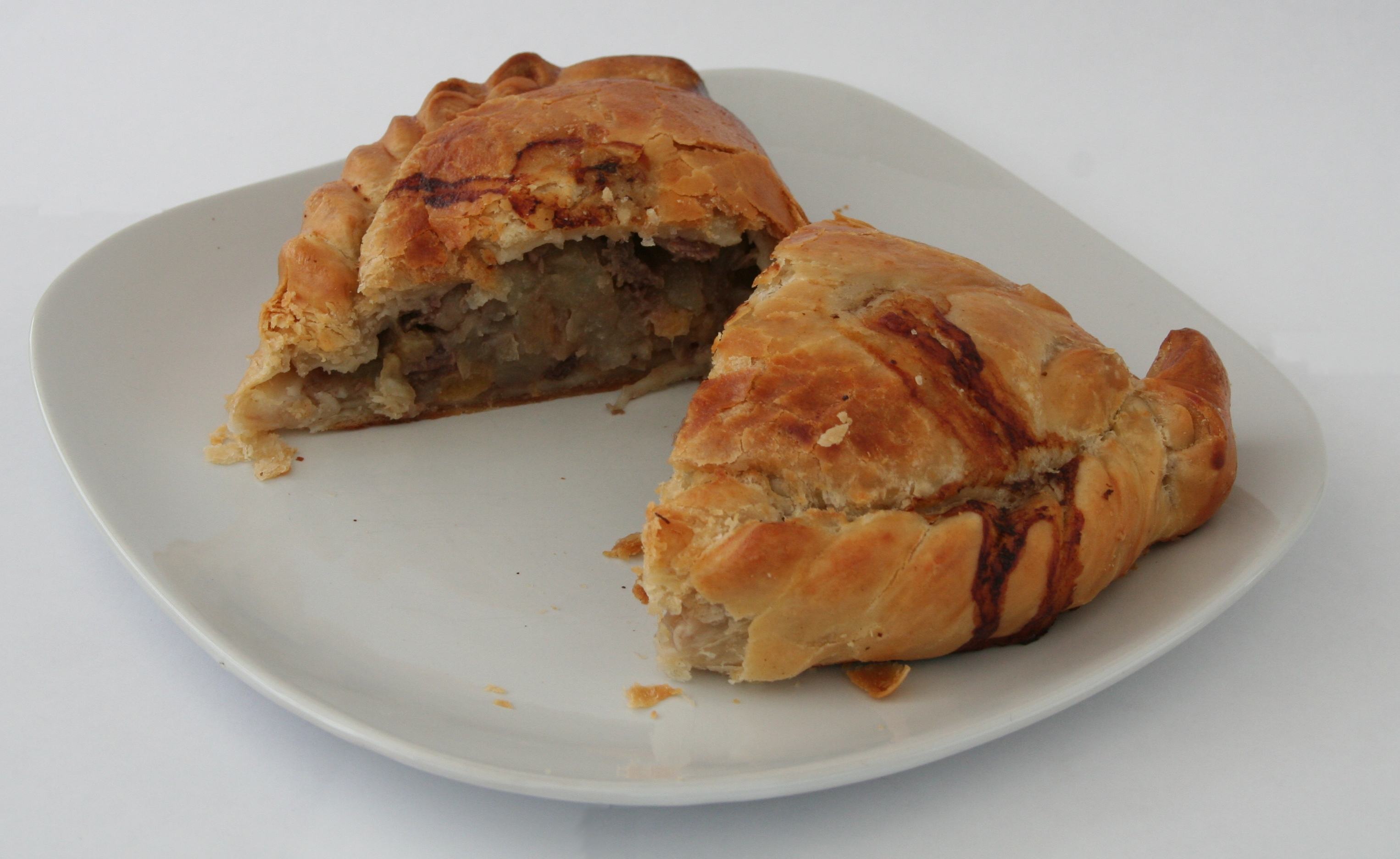
Cornish Pasty, aufgeschnitten

Da im Laufe der Jahre viele Nationen ihre eigenen Variationen von Pasty herstellten, gibt es immer wieder Debatten darüber, wer die Speise eigentlich erfunden hat. Alle Varianten enthalten allerdings zumindest Kartoffeln und Zwiebeln als gemeinsame Zutat.
In eine Cornish Pasty gehört neben Kartoffeln und Zwiebeln noch gehacktes Rindfleisch, Steckrüben und Gewürze, hauptsächlich Salz und Pfeffer. Der Fleischanteil muss dabei mindestens 12,5 % betragen, der Gemüseanteil mindestens 25 %. Das Gemüse kommt in der Zubereitung roh in die Tasche und wird erst beim Backen im Ofen gegart. Der Teig einer Cornish Pasty ist herzhaft. Die Dicke des Teigs und der Kruste ist nicht vorgeschrieben, allerdings muss sie dem Backprozess und der Handhabung beim Essen standhalten, ohne zu brechen. Die Kruste ist für eine Cornish Pasty obligatorisch. Die typische goldbraune Farbe erhält die Tasche durch das Bestreichen vor dem Backprozess mit Milch oder Ei.

## Wirtschaft
Jährlich werden über 120 Millionen Cornish Pastys hergestellt, mit denen ein Handelswert von knapp 300 Millionen Pfund pro Jahr erwirtschaftet wird. Dies entspricht ca. 20 % des Gesamtumsatzes von Cornwalls Lebensmittelmarkt. In der Produktion sind etwa 2.000 Menschen in Vollzeit angestellt. Sie produzieren die Backwaren jedoch nicht nur für den heimischen Markt, sondern exportieren sie auch in verschiedene Länder auf der ganzen Welt.